# Beautiful Dreamer: Brian Wilson and the Story of Smile
Beautiful Dreamer: Brian Wilson and the Story of Smile è un film documentario del 2004 diretto da David Leaf sul musicista statunitense Brian Wilson dei Beach Boys, sull'incompiuto e leggendario album Smile del 1967, e sul making of del suo disco solista Brian Wilson Presents Smile del 2004. Oltre a interviste allo stesso Wilson, il documentario include contributi di Elvis Costello, Burt Bacharach, Paul McCartney, e Roger Daltrey. Il titolo del film è una citazione della canzone Beautiful Dreamer del compositore del XIX secolo Stephen Foster; il cui testo inizia con le parole: «Beautiful Dreamer Wake», le stesse iniziali del nome completo del soggetto del documentario, Brian Douglas Wilson.

## Descrizione
Il documentario è diviso in tre parti: la storia del progetto Smile dei Beach Boys e del suo fallimento, la rinascita dello stesso decenni dopo come album solista di Brian Wilson, e le esecuzioni dal vivo del materiale tratto dall'album nel 2004.

## Distribuzione
Il documentario venne trasmesso in prima assoluta sul network televisivo statunitense Showtime prima di essere distribuito in formato DVD come extra in abbinamento al film concerto Brian Wilson Presents Smile del 2005.